# The Works EP
The Works EP – wydana 19 listopada 1984 wideokaseta zespołu Queen.
Znajdują się na niej cztery teledyski z albumu grupy The Works, wydanego 27 lutego 1984. 

## Lista utworów
1. "Radio Ga Ga"
2. "I Want to Break Free"
3. "It's a Hard Life"
4. "Hammer to Fall"